# Cathédrale Sainte-Marie de Minsk
Cette  cathédrale n’est pas la seule cathédrale Sainte-Marie.
La cathédrale Sainte-Marie ou cathédrale de la Bienheureuse-Vierge-Marie est la cathédrale catholique latine de Minsk, en Biélorussie. Construite à l'origine comme église jésuite (1710), elle est aujourd'hui la cathédrale de l'archidiocèse de Minsk-Moguilev.

## Histoire
L'édifice fut construit en 1710, dans le style baroque, comme église des jésuites. Lorsque la Compagnie de Jésus fut dissoute en 1773 par Clément XIV, sous la pression des monarchies européennes, elle fut transférée au diocèse. Lorsque le diocèse de Minsk fut créé en 1798 (la Russie blanche, telle que la Biélorussie était alors nommée, faisait partie de l'Empire russe depuis 1793), elle en devint la cathédrale. Le diocèse de Minsk fut administré par l'archidiocèse de Moguilev depuis 1869. Son archevêque résidait le plus souvent à Saint-Pétersbourg et représentait tous les catholiques de Russie, autres que ceux dépendant du diocèse de Tiraspol.
Elle servit de salle de sport à partir de 1934 sous le régime de l'URSS, et fut rendue au culte catholique pendant l'occupation allemande. En 1944, la cathédrale fut gravement endommagée à la suite du départ et de la débâcle de l'armée allemande. La cathédrale est restaurée entre 1946 et 1952, pour lui rendre, curieusement, en pleine période stalinienne, son aspect d'autrefois. Fermée après la guerre pour être destinée à la culture physique, elle fut restituée à l'Église catholique en 1993 et consacrée à nouveau en 1997.

## Galerie d'images

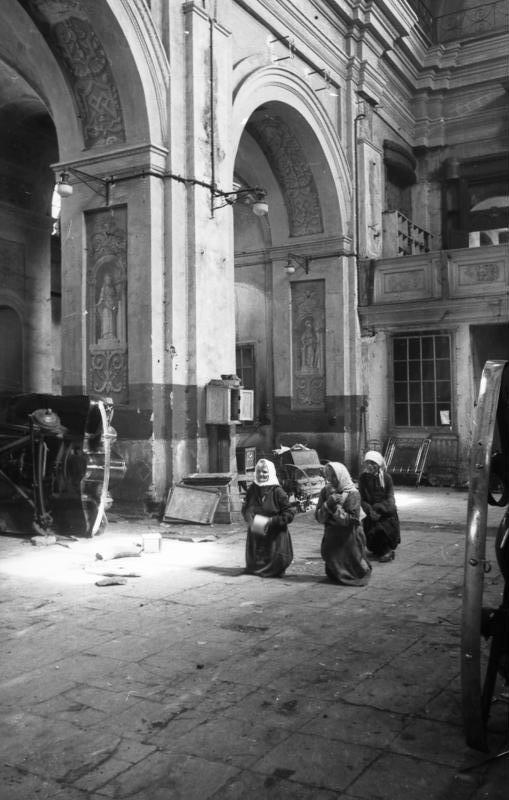
Trois femmes en prière, juin 1941
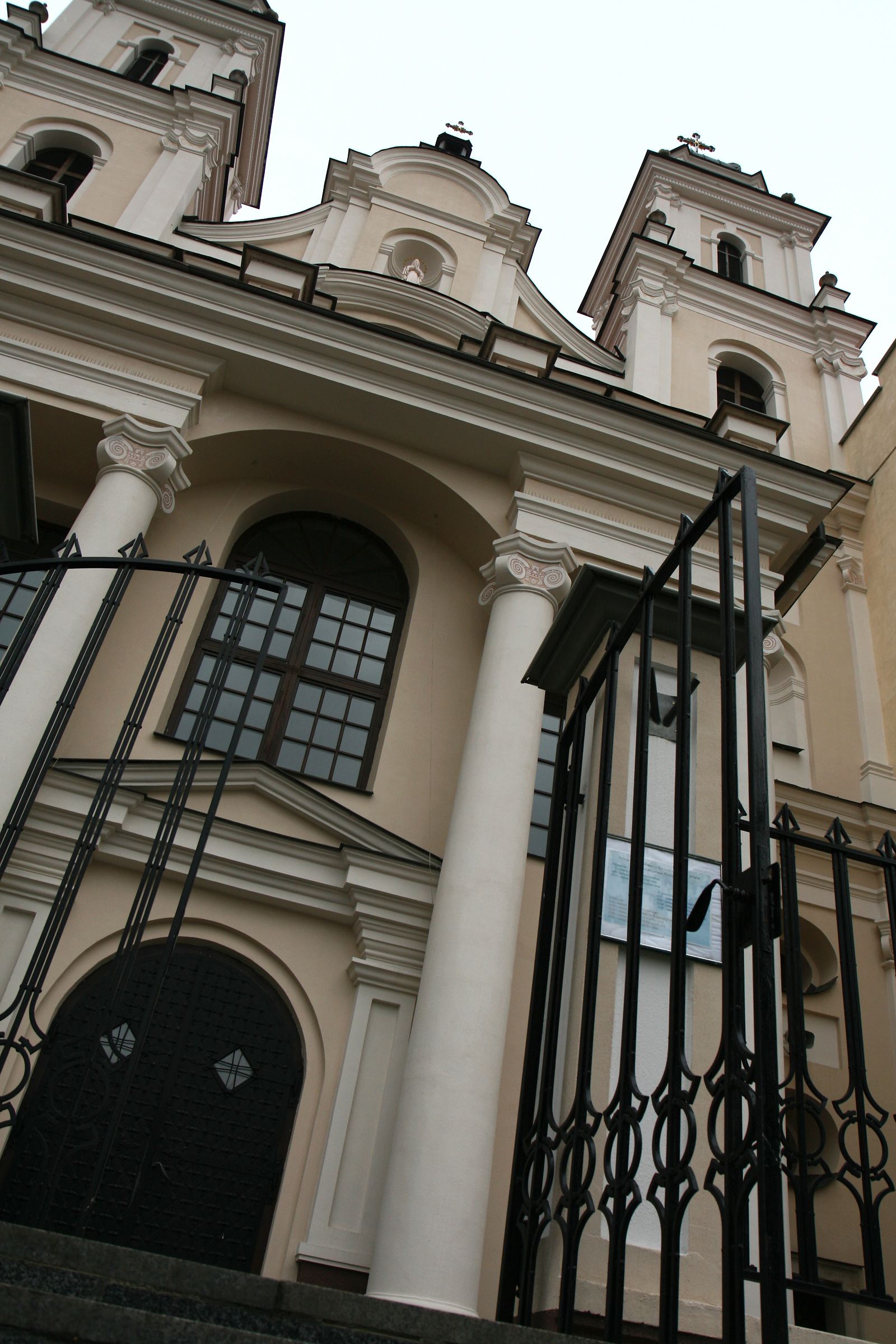
La cathédrale en 2008
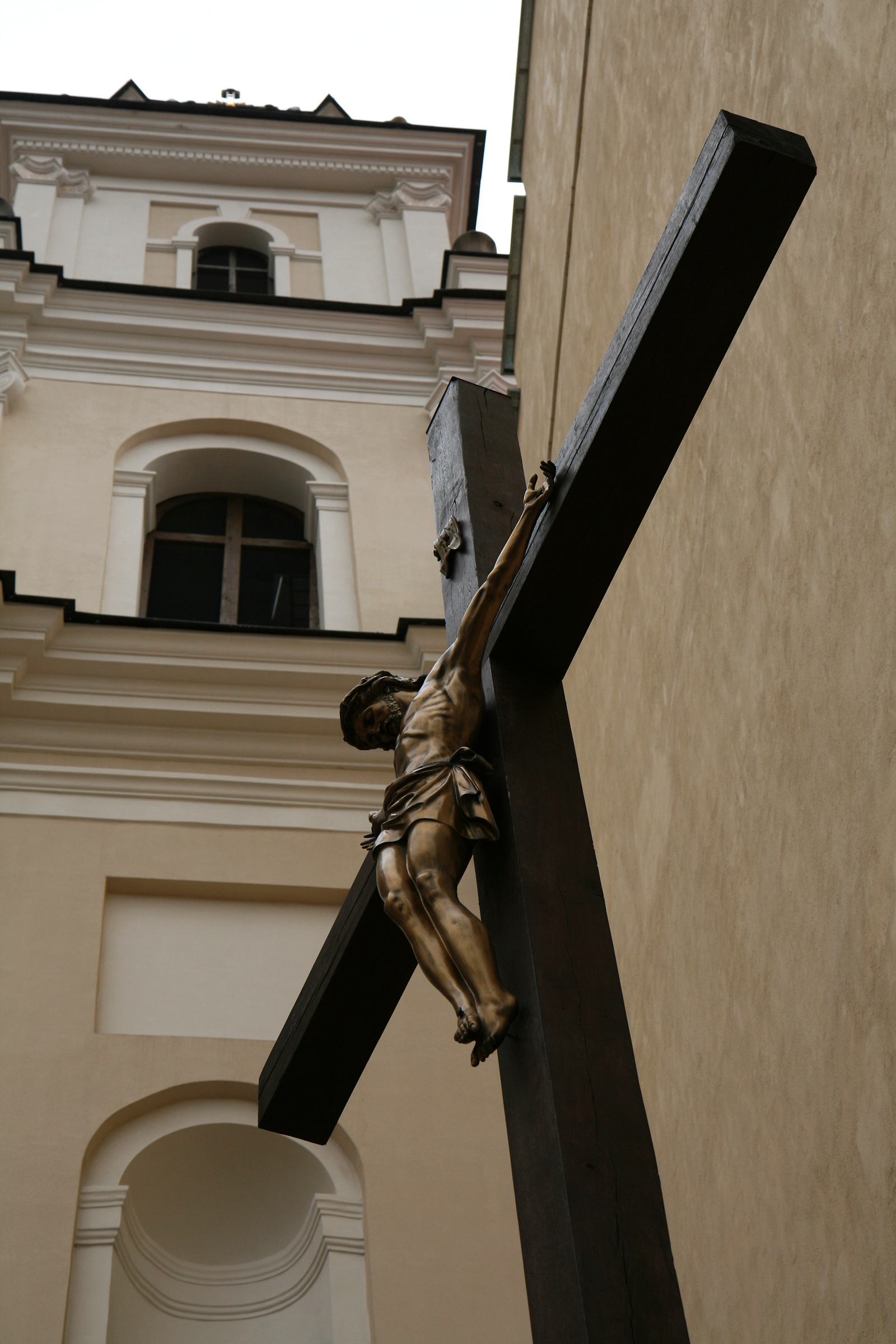
Croix
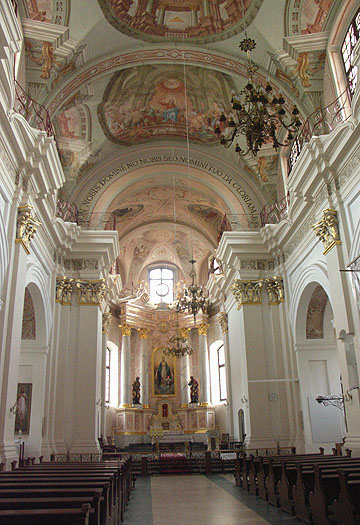
Intérieur
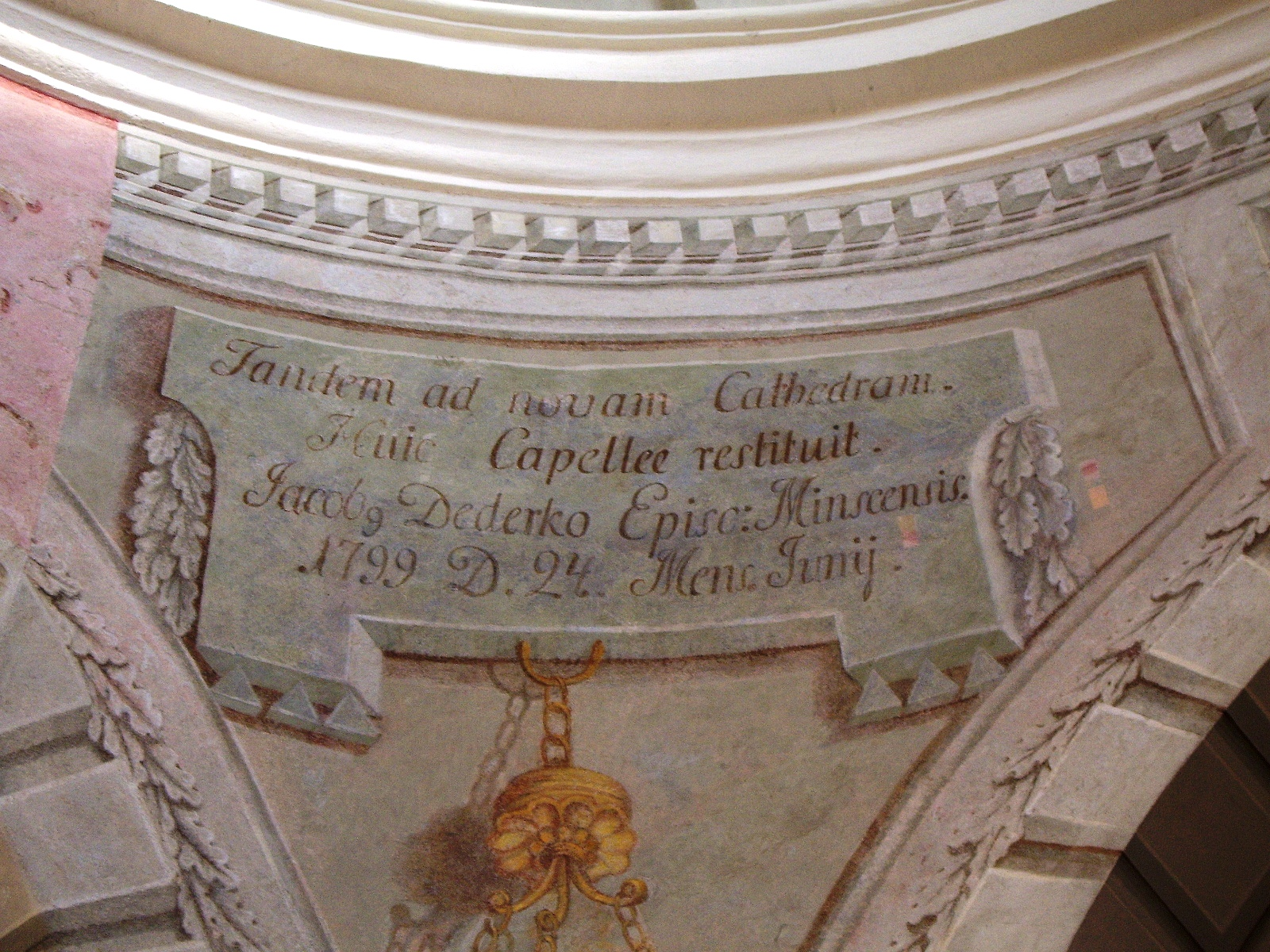
Inscription de l'épiscope Iakoub Daderko dans la chapelle Saint-Félicien
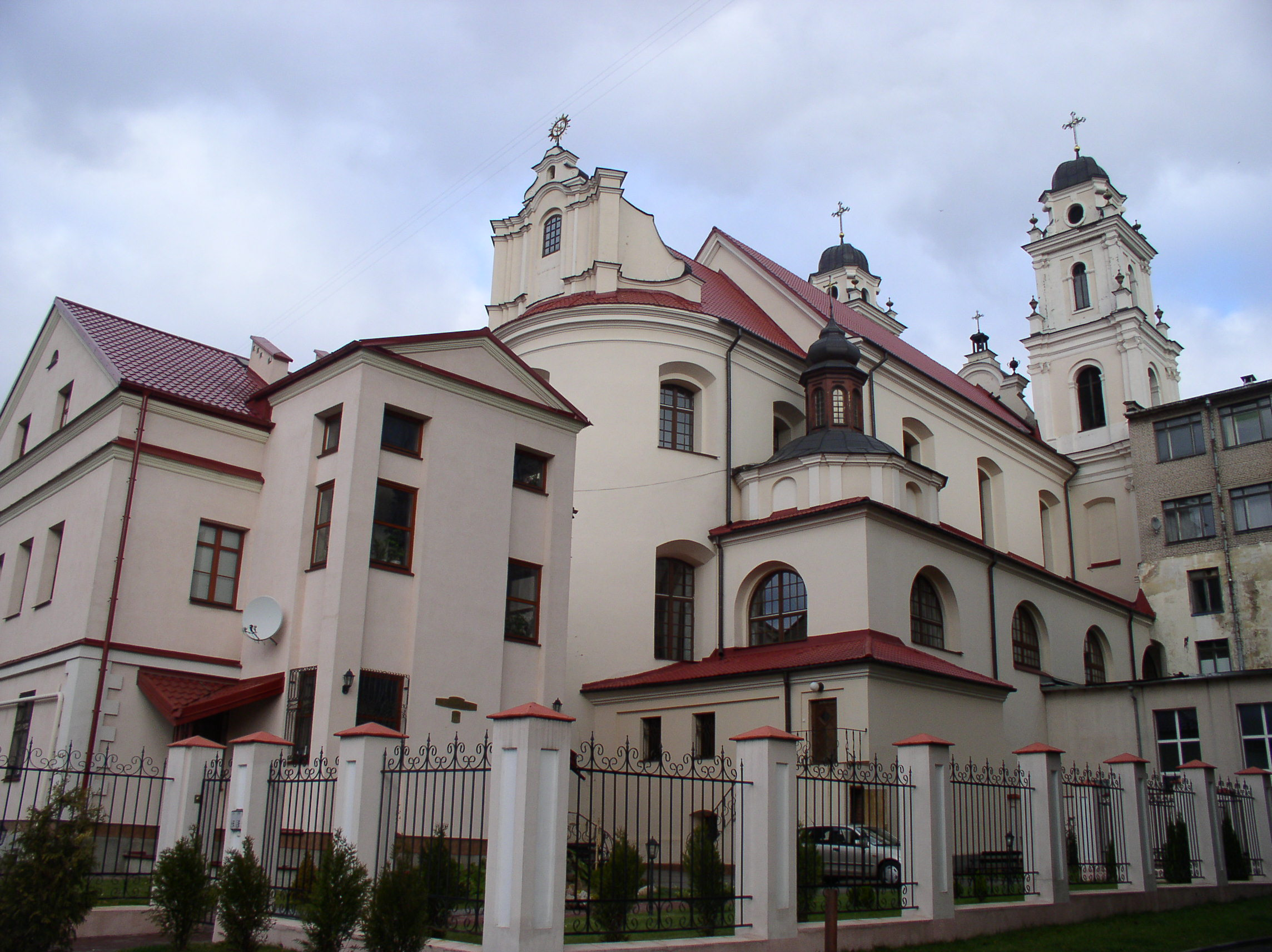
Abside
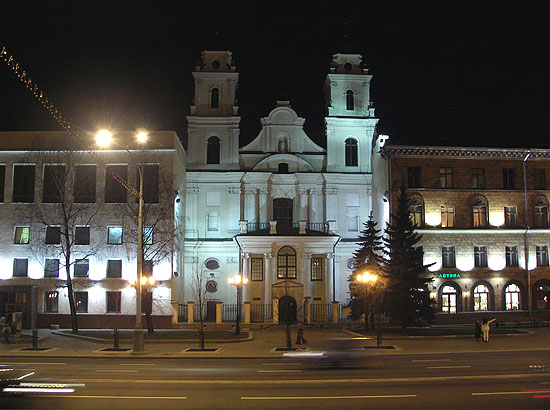
La cathédrale de nuit